# Impact Hub

Logo d'Impact Hub, un réseau mondial et une organisation d'entrepreneuriat

Impact Hub (The Impact Hub Company) est une société mettant en place et exploitant des centres communautaires de travail (coworking). Son siège social est situé à Vienne, en Autriche. Impact Hub communique sur l'esprit d'entreprise, l'incubation d'idées, le développement des entreprises et le fait de proposer des espaces de travail coopératif.

## Fonctionnement
Impact Hub permet à des start-up d'établir leur bureau au sein de leurs locaux, en accédant à un même  réseau. 
Il met a dispositions des espaces et des programmes spécifiques. Bien que chaque Impact Hub ait sa propre communauté, la totalité de ses membres peuvent communiquer entre eux sur ce réseau, entre les différents lieux. Un des objectifs de ce réseau et du mode d'agencement des locaux est, au-delà de l’hébergement d'activités, de favoriser les échanges, et la circulation des idées, pour tenter de stimuler l'innovation.

## Historique
Le premier centre Impact Hub a vu le jour à Londres en 2005, au dernier étage d'un ancien entrepôt, pour aider les jeunes entrepreneurs locaux. Le fonctionnement de la société, son mode de développement et les services proposés, au-delà de ce qui s'est fait sur ce site initial, ont été repensés en 2009, avec un nouveau siège social à Vienne,.
En 2014, Impact Hub compte environ 7 000 utilisateurs dans plus de 40 lieux de locations dans le monde. 
Un bilan est établi chaque année, chaque lieu possédant ses propres critères en la matière.
Différents types d'impact sont concernés, écologique, social, etc. pour autant que ceux-ci soient vus comme positifs.
En 2017, Impact Hub est décliné en 80 versions dans 45 villes.[réf. nécessaire]